# Phun trào núi Agung 2017
Núi Agung, một ngọn núi lửa trên đảo Bali ở Indonesia, đã bùng phát vào năm 2017, khiến hàng ngàn người phải di tản và làm gián đoạn chuyến đi hàng không. Tính đến ngày 27 tháng 11 năm 2017, mức cảnh báo là cao nhất và các lệnh sơ tán đã được áp dụng.
Các trận động đất kiến tạo từ núi lửa đã được phát hiện từ đầu tháng Tám, và hoạt động núi lửa tăng cường trong vài tuần trước khi giảm đáng kể vào cuối tháng Mười. Giai đoạn hoạt động chính thứ hai, bạo lực hơn bắt đầu vào cuối tháng 11.

## Tác động
Vụ phun trào khiến 40.000 người phải di tản khỏi 22 làng xung quanh núi Agung. Nó cũng khiến các sân bay xung quanh phải đóng cửa. Sân bay quốc tế Lombok, nằm trên đảo Lombok lân cận, đóng cửa vào ngày 26 tháng 11, nhưng đã được mở lại vào sáng hôm sau, và lại được đóng lại vào ngày 30 tháng 11. Sân bay quốc tế Ngurah Rai, nằm ở mũi phía nam của hòn đảo và phía tây nam của núi lửa, đóng cửa vào ngày 27 tháng 11. Hơn 400 chuyến bay bị hủy bỏ và khoảng 59.000 hành khách vẫn chưa được bay. Sân bay này được mở cửa trở lại vào ngày 29 tháng 11.